# Palmira Nuevo
Palmira Nuevo är en ort i Mexiko.   Den ligger i kommunen Tancanhuitz och delstaten San Luis Potosí, i den centrala delen av landet, 250 km norr om huvudstaden Mexico City. Palmira Nuevo ligger 52 meter över havet och antalet invånare är 376.
Terrängen runt Palmira Nuevo är kuperad söderut, men norrut är den platt. Runt Palmira Nuevo är det ganska tätbefolkat, med 120 invånare per kvadratkilometer. Närmaste större samhälle är Ejido San José Xilatzén, 4,7 km öster om Palmira Nuevo. Omgivningarna runt Palmira Nuevo är en mosaik av jordbruksmark och naturlig växtlighet.